# 青森運輸区
青森運輸区（あおもりうんゆく）は、青森県青森市にかつて存在した東日本旅客鉄道（JR東日本）盛岡支社の運転士・車掌が所属していた組織である。
青森車掌区を受け継いだ組織で、上野〜青森間の車掌乗務は上野車掌区と共に1907年から2020年のダイヤ改正まで車掌業務並びに運転業務をおこなう社員を配置していた。2020年のダイヤ改正により、弘前、大館運輸区とともに統廃合。秋田支社傘下のつがる運輸区として再編成された後、現在は弘前統括センターに再編されている。

## 所在地
青森県青森市柳川1丁目3番地4号JR青森総合事務所内

## 歴史
- 1906年11月1日 - 青森車掌所発足。
- 1926年10月 - 青森操車場支区発足。
- 193x年 - 青森車掌区に改称。
- 1948年 - 青森操車場支区が独立、青森操車場車掌区となる（のち廃止）。
- 1991年3月16日 - 青森車掌区と青森運転所運転部門が統合して青森運輸区発足[1]。
- 2020年3月14日 -ダイヤ改正により廃止。